# Laura Bilotta
Laura Bilotta (Cosenza, 9 marzo 1996) è una tuffatrice italiana.

## Biografia
Si è formata nella Cosenza Nuoto prima di approdare al Gruppo Sportivo Fiamme Oro. All'Universiade di Taipei 2017 ha vinto il bronzo nel concorso dei tuffi dal trampolino 3 metri sincro.
Si è qualificata al concorso del trampolino 1 metro ai campionati europei di nuoto di Glasgow 2018, dove ha concluso al sedicesimo posto nel turno preliminare.

## Palmarès
- Universiadi

Taipei 2017: bronzo nel sincro 3m. misti;
- Europei giovanili di nuoto

Belgrado 2011: trampolino 3 m; categoria "B" ragazze; trampolino 3 m sincro categorie "A" donne e "B" ragazze;